# Mossavattnet (Åsele socken, Lappland)
Mossavattnet är en sjö i Åsele kommun i Lappland och ingår i Ångermanälvens huvudavrinningsområde. Sjön har en area på 0,612 kvadratkilometer och ligger 320,9 meter över havet.

## Delavrinningsområde
Mossavattnet ingår i det delavrinningsområde (710899-158441) som SMHI kallar för Mynnar i Kvällån. Medelhöjden är 349 meter över havet och ytan är 13,37 kvadratkilometer. Det finns inga avrinningsområden uppströms utan avrinningsområdet är högsta punkten. Vattendraget som avvattnar avrinningsområdet har biflödesordning 3, vilket innebär att vattnet flödar genom totalt 3 vattendrag innan det når havet efter 214 kilometer. Avrinningsområdet består mestadels av skog (74 procent) och sankmarker (13 procent). Avrinningsområdet har 0,61 kvadratkilometer vattenytor vilket ger det en sjöprocent på 4,5 procent.